# Herculis 2012
Herculis 2012 – mityng lekkoatletyczny, który odbył się 20 lipca w Monako. Zawody są kolejną odsłoną prestiżowej Diamentowej Ligi w sezonie 2012.

## Rezultaty

### Mężczyźni
| Konkurencja:                  | 1. miejsce                                                                        | Rezultat  | 2. miejsce                                                                                 | Rezultat | 3. miejsce                                                             | Rezultat |
| Bieg na 200 m                 | Nickel Ashmeade                                                                   | 20,02     | Churandy Martina                                                                           | 20,07    | Wallace Spearmon                                                       | 20,09    |
| Bieg na 400 m                 | Jonathan Borlée                                                                   | 44,74     | Kirani James                                                                               | 44,76    | Kévin Borlée                                                           | 44,94    |
| Bieg na 800 m                 | Abraham Rotich                                                                    | 1:43,13   | Leonard Kosencha                                                                           | 1:43,40  | Duane Solomon                                                          | 1:43,44  |
| Bieg na 1500 m                | Asbel Kiprop                                                                      | 3:28,88   | Nixon Chepseba                                                                             | 3:29,77  | Nick Willis                                                            | 3:30,35  |
| Bieg na 3000 m z przeszkodami | Conseslus Kipruto                                                                 | 8:03,49   | Paul Kipsiele Koech                                                                        | 8:03,90  | Evan Jager                                                             | 8:06,81  |
| Bieg na 110 m przez płotki    | Aries Merritt                                                                     | 12,93 =WL | Jason Richardson                                                                           | 13,07    | Siergiej Szubienkow                                                    | 13,09    |
| Sztafeta 4 x 100 m            | Stany Zjednoczone "Red" · Trell Kimmons · Justin Gatlin · Tyson Gay · Ryan Bailey | 37,61     | Stany Zjednoczone "Blue" · Mike Rodgers · Maurice Mitchell · Darvis Patton · Jeffery Demps | 37,83    | Kanada · Akeem Haynes · Seyi Smith · Jared Connaughton · Justyn Warner | 38,60    |
| Skok wzwyż                    | Jesse Williams                                                                    | 2,33      | Robbie Grabarz                                                                             | 2,33     | Derek Drouin                                                           | 2,30     |
| Skok w dal                    | Irving Saladino                                                                   | 8,16      | Mitchell Watt                                                                              | 8,12     | Chris Tomlinson                                                        | 8,01     |
| Rzut oszczepem                | Ołeksandr Pjatnycia                                                               | 82,85     | Vadims Vasiļevskis                                                                         | 81,90    | Roman Awramenko                                                        | 81,57    |

### Kobiety
| Konkurencja:               | 1. miejsce                                                                                      | Rezultat | 2. miejsce                                                                           | Rezultat | 3. miejsce                        | Rezultat |
| Bieg na 100 m              | Blessing Okagbare                                                                               | 10,96    | Tianna Madison                                                                       | 10,99    | Jeneba Tarmoh                     | 11,09    |
| Bieg na 800 m              | Jelena Kofanowa                                                                                 | 1:58,41  | Francine Niyonsaba                                                                   | 1:58,68  | Alysia Montaño                    | 1:59,05  |
| Bieg na 3000 m             | Mercy Cherono                                                                                   | 8:38,51  | Sylvia Kibet                                                                         | 8:39,14  | Buze Diriba                       | 8:39,65  |
| Bieg na 400 m przez płotki | Zuzana Hejnová                                                                                  | 54,12    | Lashinda Demus                                                                       | 54,26    | Melaine Walker                    | 54,44    |
| Sztafeta 4 x 100 m         | Stany Zjednoczone "Blue" · Lauryn Williams · Alex Anderson · English Gardner · Kimberlyn Duncan | 42,24    | Francja · Lina Jacques-Sébastien · Ayodelé Ikuesan · Johanna Danois · Myriam Soumaré | 43,51    |                                   |          |
| Skok o tyczce              | Silke Spiegelburg                                                                               | 4,82     | Yarisley Silva                                                                       | 4,62     | Holly Bleasdale Jiřina Ptáčníková | 4,62     |
| Trójskok                   | Caterine Ibargüen                                                                               | 14,85    | Kimberly Williams                                                                    | 14,50    | Olga Rypakowa                     | 14,46    |
| Rzut dyskiem               | Sandra Perković                                                                                 | 65,29    | Nadine Müller                                                                        | 64,64    | Yarelis Barrios                   | 64,49    |

## Rekordy
Podczas mityngu ustanowiono 6 krajowych rekordów w kategorii seniorów:
| Zawodnik            | Reprezentacja     | Konkurencja                        | Rezultat |
| ------------------- | ----------------- | ---------------------------------- | -------- |
| Kevin López         | Hiszpania         | bieg na 800 metrów                 | 1:43,74  |
| Nick Willis         | Nowa Zelandia     | bieg na 1500 metrów                | 3:30,35  |
| Evan Jager          | Stany Zjednoczone | bieg na 3000 metrów z przeszkodami | 8:06,81  |
| Siergiej Szubienkow | Rosja             | bieg na 110 metrów przez płotki    | 13,09    |
| Francine Niyonsaba  | Burundi           | bieg na 800 metrów                 | 1:58,68  |
| Silke Spiegelburg   | Niemcy            | skok o tyczce                      | 4,82     |